# Белер Бич (Флорида)
Белер Бич (енгл. Belleair Beach) град је у америчкој савезној држави Флорида. По попису становништва из 2010. у њему је живело 1.560 становника.

## Демографија
Према попису становништва из 2010. у граду је живело 1.560 становника, што је 191 (10,9%) становника мање него 2000. године.
| Група             | 2000.         | 2010.         |
| Белци             | 1.651 (94,3%) | 1.445 (92,6%) |
| Афроамериканци    | 4 (0,2%)      | 6 (0,4%)      |
| Азијати           | 24 (1,4%)     | 16 (1,0%)     |
| Хиспаноамериканци | 50 (2,9%)     | 58 (3,7%)     |
| Укупно            | 1.751         | 1.560         |